# BMW Série 5 (E60)
BMW E60 désigne la cinquième génération de la Série 5 du constructeur automobile BMW. Le break "Touring" est appelé E61 en interne.
La gamme a été présentée en juillet 2003 en tant que successeur de l’E39. Avec l'E60, le concept d’interface IDrive a été introduit dans la Série 5, que l'on retrouve également dans d'autres gammes du constructeur. Le véhicule est affecté à la catégorie des grandes routières. Le modèle le plus vendu de l'E60 est la 530d. L’E60 était produite dans l'usine BMW de Dingolfing, dans l'usine égyptienne de Bavarian Auto Group, située dans la Ville du 6 Octobre, et en République populaire de Chine par BMW Brilliance Automotive dans la ville de Shenyang.
Au printemps 2010, l’E60 berline a été remplacée par le modèle successeur, la F10, tandis que l’E61 Touring a été remplacé par le F11 à l'automne 2010 après 277 588 unités.

## Historique du modèle

### Général
La berline, qui a été disponible dès la présentation de la gamme de modèles, porte la désignation interne E60, tandis que le modèle break Touring, construit à partir d'avril 2004, porte la désignation interne E61. Le véhicule, dessiné par Davide Arcangeli sous la houlette de Chris Bangle, disposait d'un train arrière avec un coffre clairement attaché ("Bangle rear") semblable à celui de la Série 7 E65.
En raison de la forte demande et des exigences particulières, une version longue de l’E60 a été développée pour le marché chinois et introduite avec les variantes BMW 523Li, BMW 525Li et BMW 530Li. Dans les 525Li et 530Li, on retrouve une console arrière redessinée qui comprend un système de divertissement avec lecteur DVD et deux écrans de 8 pouces dans les appuie-têtes des sièges avant, ainsi que des bouches d'aération arrière au-dessus du tunnel de transmission. En allongeant l'empattement de 140 millimètres entre les montants B et C, il y a plus d'espace pour les jambes à l'arrière.
Depuis début 2005, la M5 était disponible en berline avec un moteur V10 de 5,0 L. La version break a été introduite avec la révision de printemps 2007. La transmission intégrale (désignée xi ou xd; i xDrive ou d xDrive depuis septembre 2008) était disponible dans les deux versions de carrosserie.

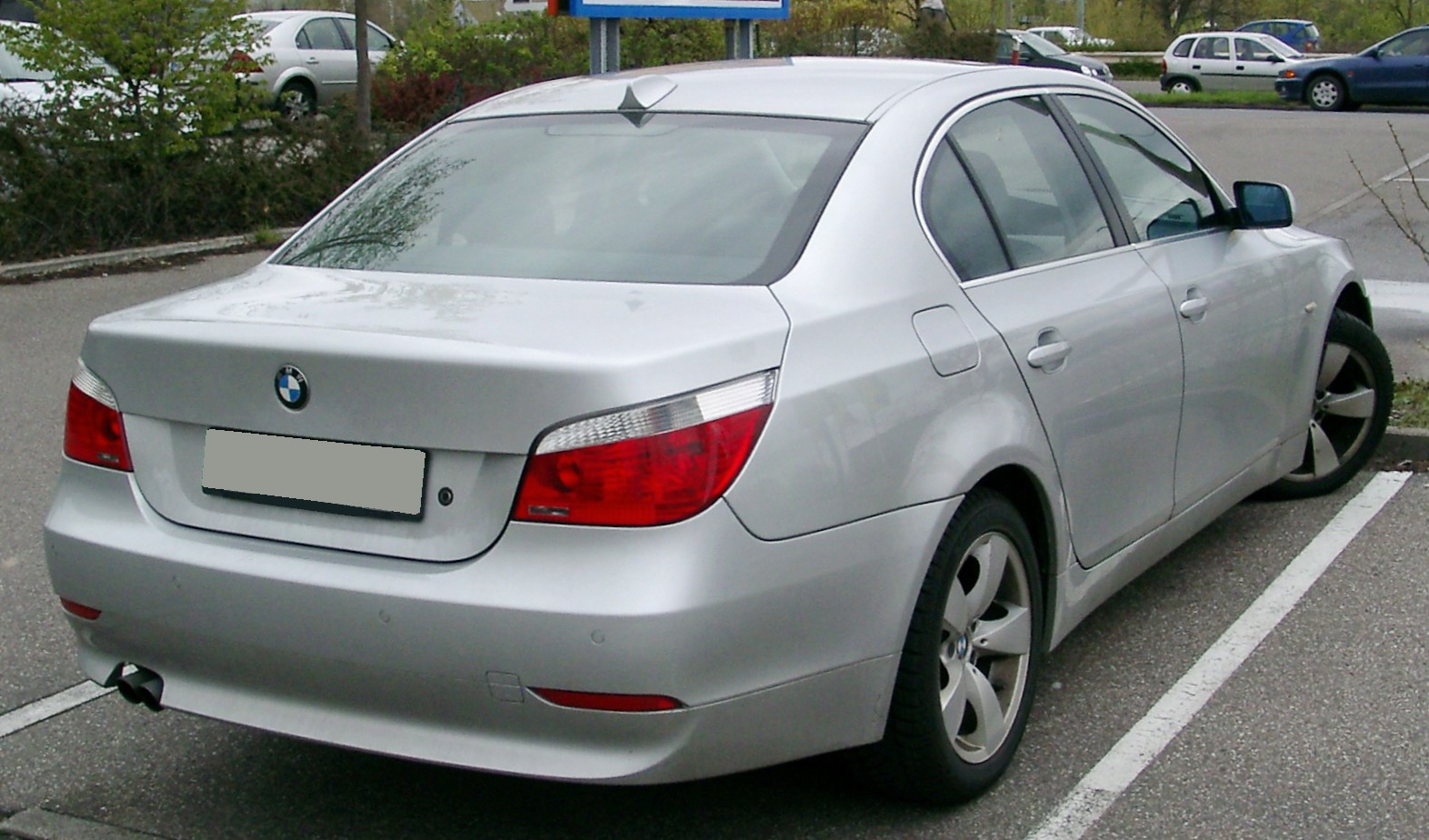
Vue arrière
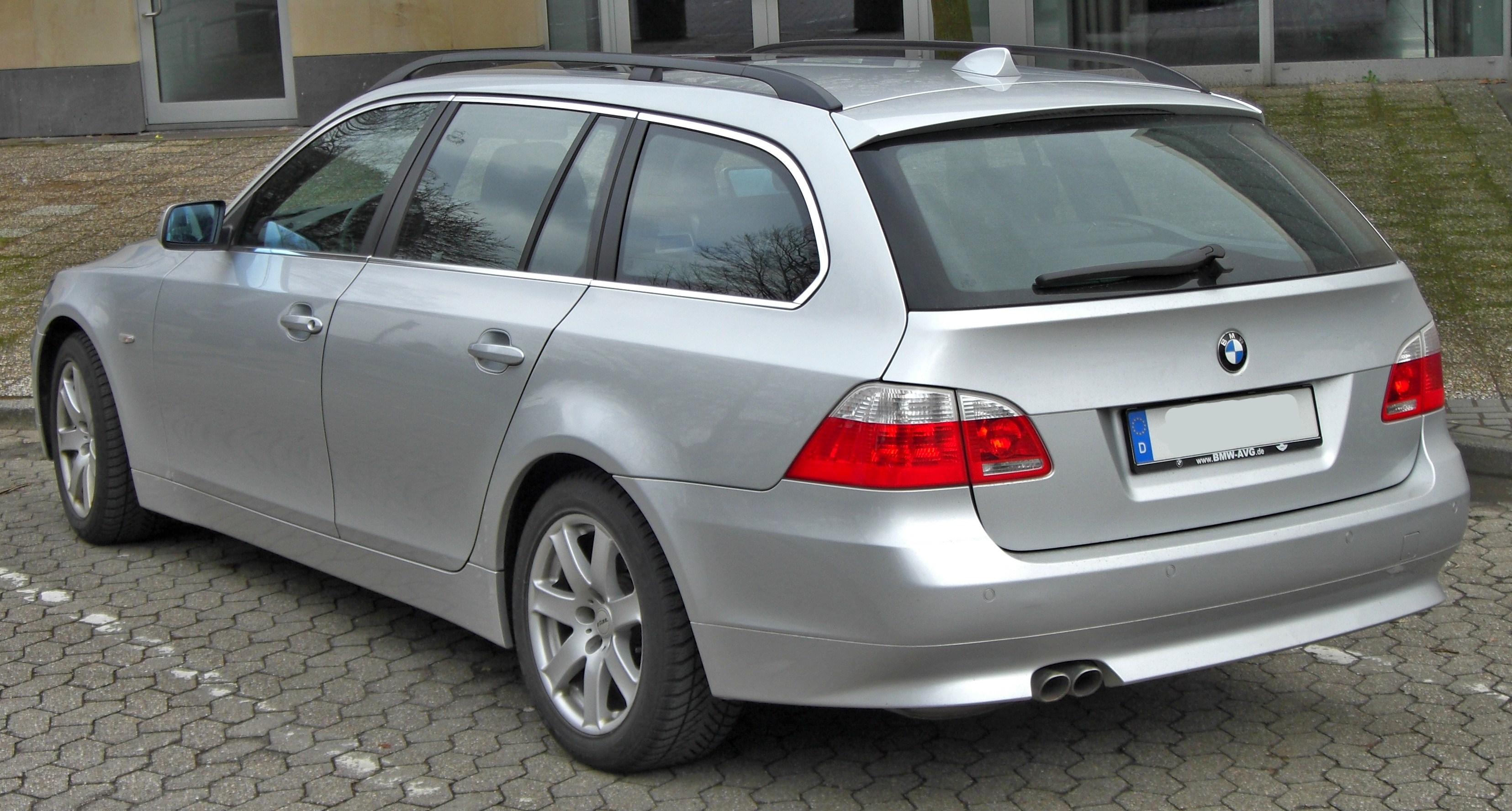
BMW Série 5 Touring (2004–2007)
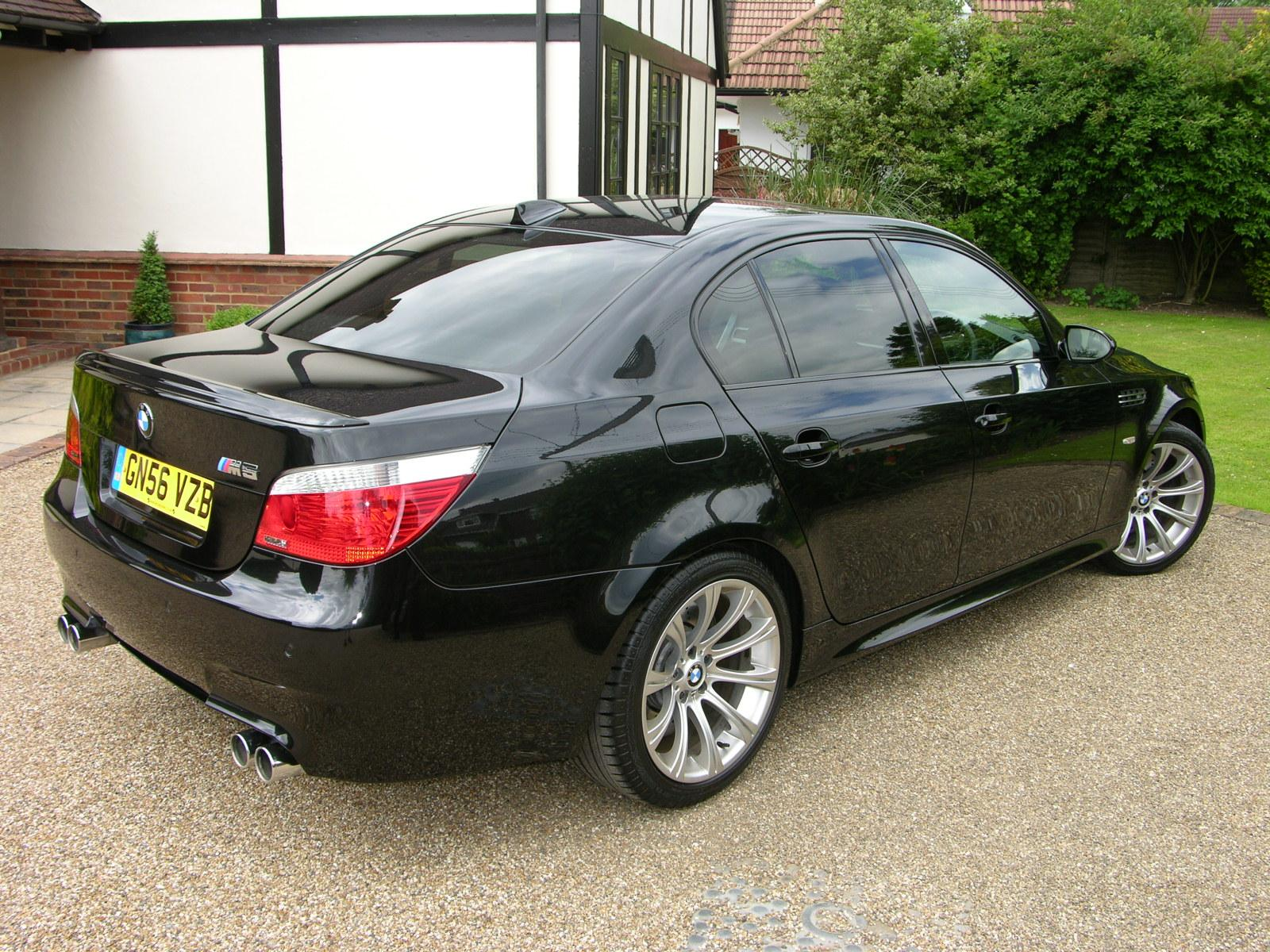
BMW M5 (2005–2007)
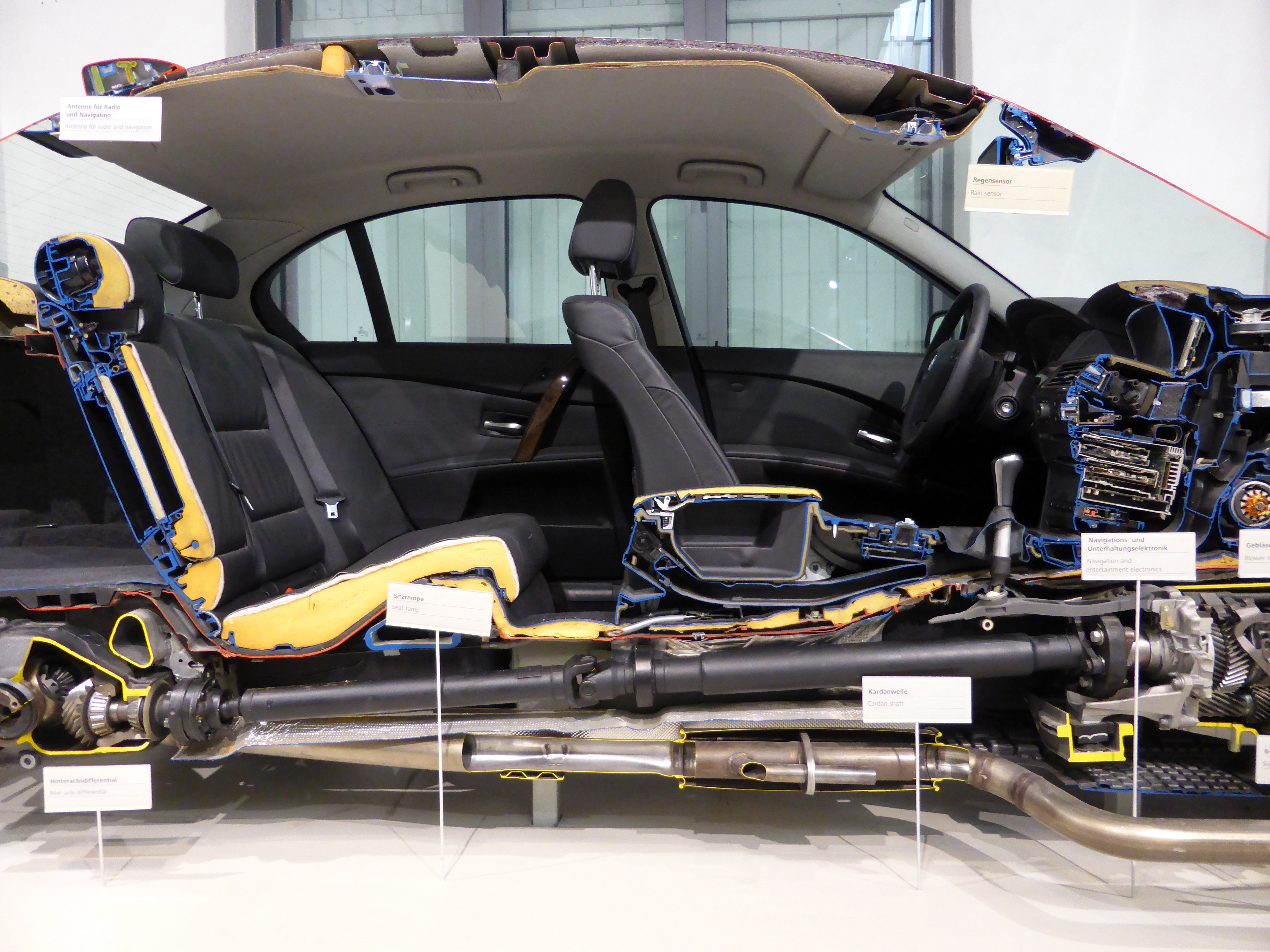
Coupe de la 530d (2009).

### Carrosserie et châssis

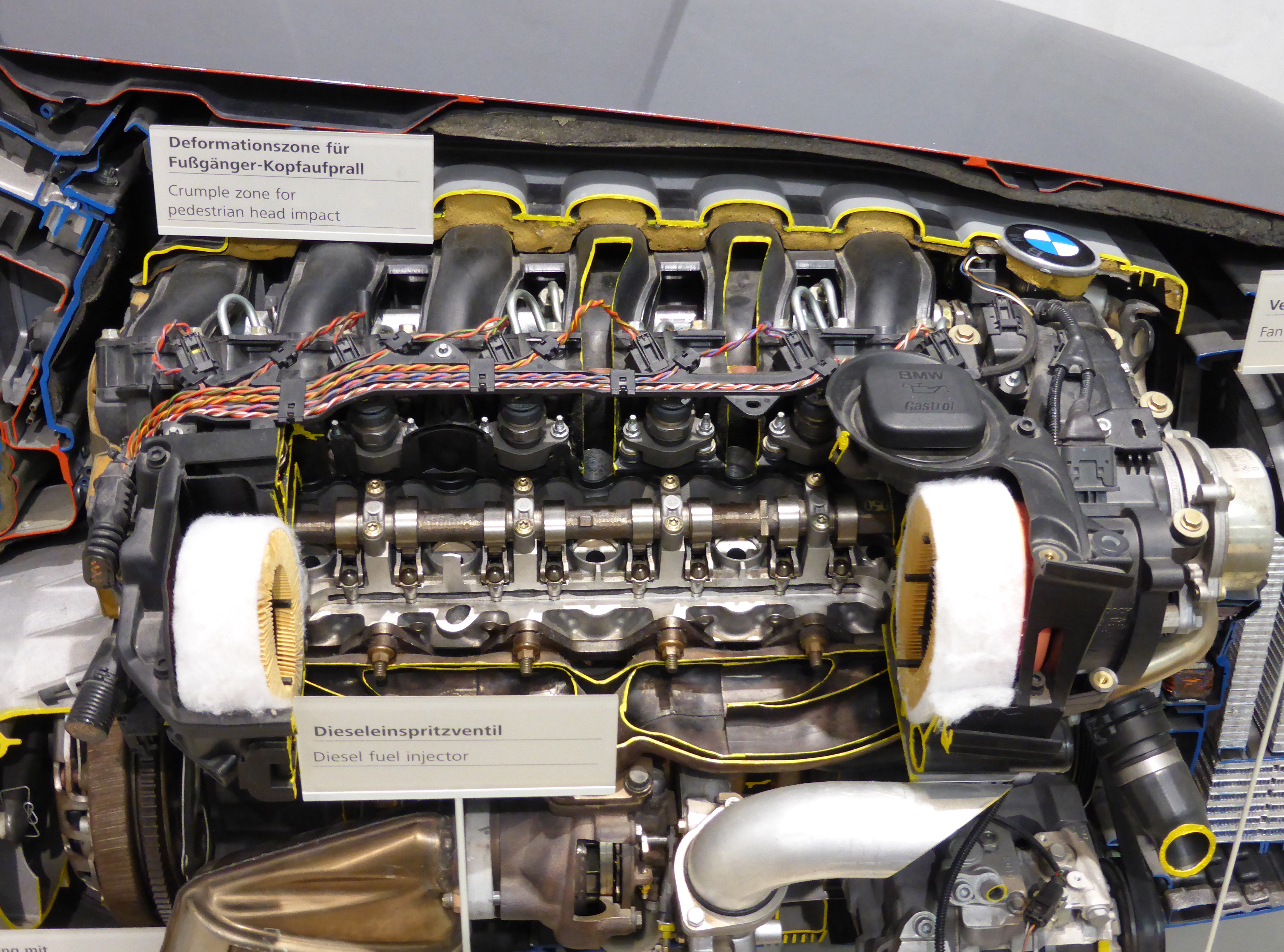
Coupe de la partie supérieure avant d'une E60, Musée allemand de la technologie à Berlin

Une particularité de l’E60 est la partie avant en aluminium allégée. Comme c'était le cas avec la Porsche 928, la partie avant était en aluminium, tandis que l'habitacle et la partie arrière étaient en acier. Grâce aux économies de poids dans la partie avant du véhicule, une répartition de la charge de 50:50 par essieu est obtenue.
Les deux essieux sont en aluminium. L’E60 a une suspension à jambe de force à double articulation à l'avant et une suspension multibras à l'arrière. Le véhicule a une direction à crémaillère et pignon.

#### Sécurité
Toutes les BMW E60 ont aussi un système anti-blocage des roues (avec assistance au freinage d'urgence et commande de freinage en virage), prétensionneur de ceinture, un correcteur électronique de trajectoire avec contrôle de stabilité automatique (appelé BMW Dynamic Stability Control, commutable, CTD ou contrôle de traction dynamique, appelé Dynamic Traction Control) et un avertissement de crevaison qui reconnaît les changements de pression d'air d'un ou plusieurs pneus en fonction des différences de vitesse des roues et qui avertit le conducteur avec une lumière. L’E60 dispose également d'un total de six coussins gonflables de sécurité (« airbags ») (un pour le conducteur, un pour le passager avant, deux airbags latéraux à l’avant et deux airbags de tête sur toute la longueur à l’avant et à l’arrière). Des airbags latéraux pour les passagers arrière étaient également disponibles avec le lifting de 2007, et les appui-tête actifs en cas de collision sont un équipement standard depuis l'automne de la même année. Lors de l’essai de choc Euro NCAP de 2004, elle a reçue quatre étoiles (29 points) pour la sécurité des occupants et quatre étoiles sur cinq possibles (42 points) pour la sécurité des enfants. La sécurité des piétons a été évaluée avec deux points et une étoile sur quatre possibles.
Après qu'un journal automobile suédois ait critiqué la sécurité d'une 523i entièrement chargée qui a montré une embardée dangereuse lors du test de l'orignal, les rédacteurs ont été invités sur le site de test à Munich. Là, ils ont fait un test d'orignal et de changement de voie ensemble. BMW a justifié l’embardée dangereuse par le fait que l'ESP permet un léger balancement arrière et n'intervient qu'ensuite.

#### Technologie d'éclairage
La BMW E60 dispose, en option, de feux stop adaptatifs et de phares adaptatifs. À partir du printemps 2007, il y avait des feux de jour supplémentaires via des anneaux autour des projecteurs et à partir de l'automne 2007, il y avait des feux clignotants et des feux arrière à technologie LED. L'assistant de feux de route, disponible moyennant un supplément, allume ou éteint automatiquement les feux de route et évite ainsi d'éblouir les véhicules venant en sens inverse. À partir de mars 2005, les phares au xénon sont passés des D2S aux D1S, et le ballast du brûleur au xénon a également été changé.

### Systèmes d'aide à la conduite

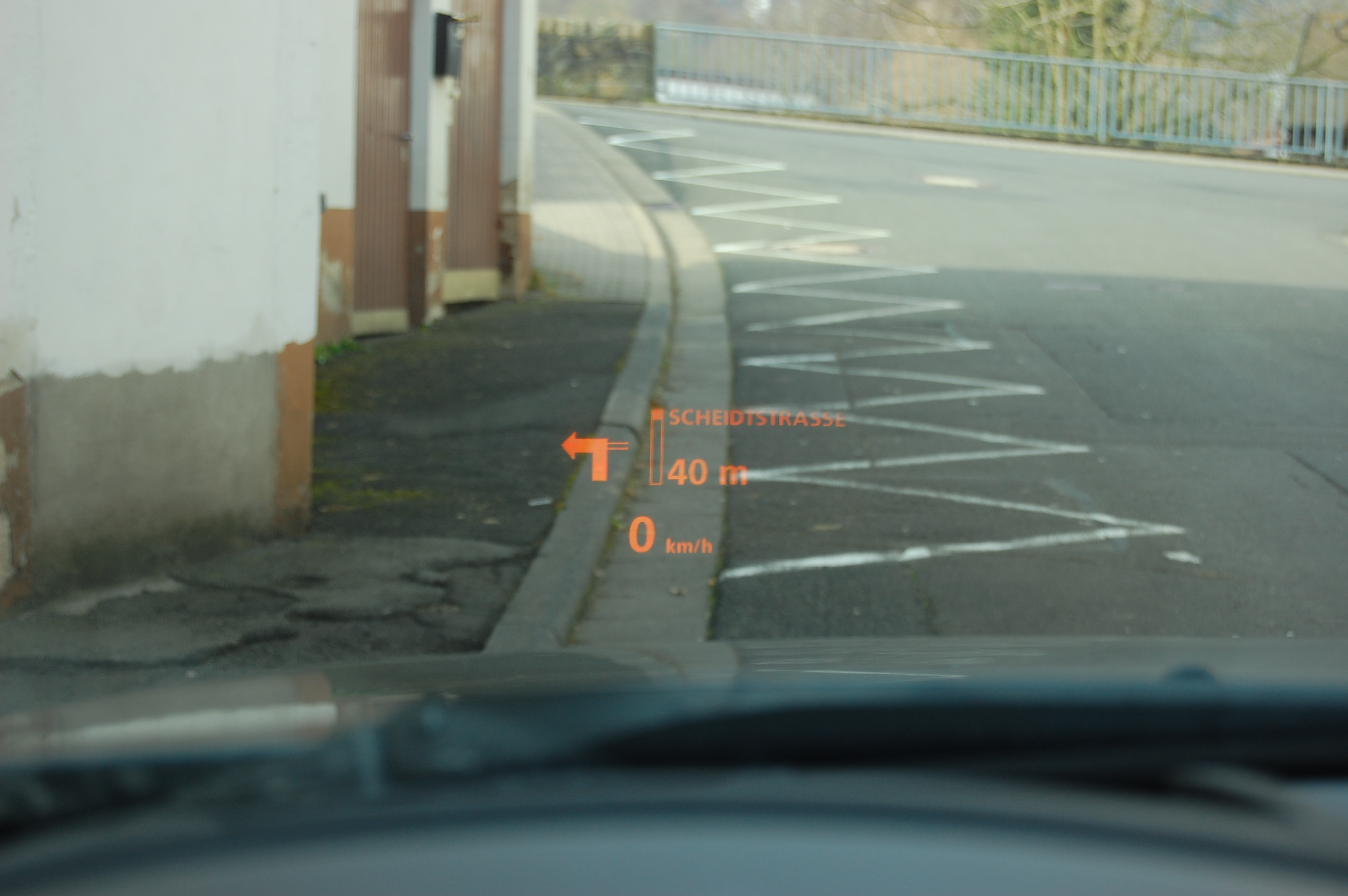
Affichage tête haute d’une E60

Un affichage tête haute projette des informations sur le pare-brise afin que le conducteur n'ait plus à quitter la route des yeux pour lire la vitesse ou l'itinéraire.
Le BMW NightVision (assistant de vision nocturne) était également disponible en option. Contrairement à la Mercedes-Benz Classe S (où un système proche de Bosch avec éclairage infrarouge actif est utilisé), BMW s'appuie sur la technologie d'imagerie thermique passive. Le rayonnement thermique des objets et des personnes est enregistré par une caméra dans le tablier avant et affiché sur l'écran de l’IDrive.
Au-dessus de 70 km/h, ce système prévient d'une sortie de voie imminente en faisant vibrer le volant. Une caméra dans le rétroviseur intérieur reconnaît les marquages de voie existants et clairement visibles. Si un marquage au sol est détecté, le système signale qu'il est prêt à intervenir. Le système peut être activé ou désactivé via un bouton sur le volant. Le dernier réglage sélectionné est enregistré pour le prochain trajet. Dans les zones de chantier avec des marquages partiellement ambigus, le système passe automatiquement en mode inactif puis se réactive automatiquement.

### Divertissement
Il existe diverses options de divertissement pour l'E60, par exemple, le système de navigation Professional avec un écran de 8,8 pouces et un lecteur DVD. Un tuner DAB pour une réception radio numérique et un tuner DVB-T pour une réception télévision sont également disponibles. Le signal audio peut être restitué via le système audio LOGIC7 de Harman/Kardon avec 13 haut-parleurs en option, dont deux subwoofers sous les sièges avant; il permet une lecture sans distorsion jusqu'à 110 db(A). Le système utilise une acoustique sonore à 360° et prend également en charge les MP3 avec des balises ID3. Les signaux sont transmis à l'amplificateur (neuf canaux, 420 watts) via une interface de bus MOST. De plus, il y a maintenant le système de sonorisation Individual avec 16 haut-parleurs et une puissance de 825 watts.

## Lifting

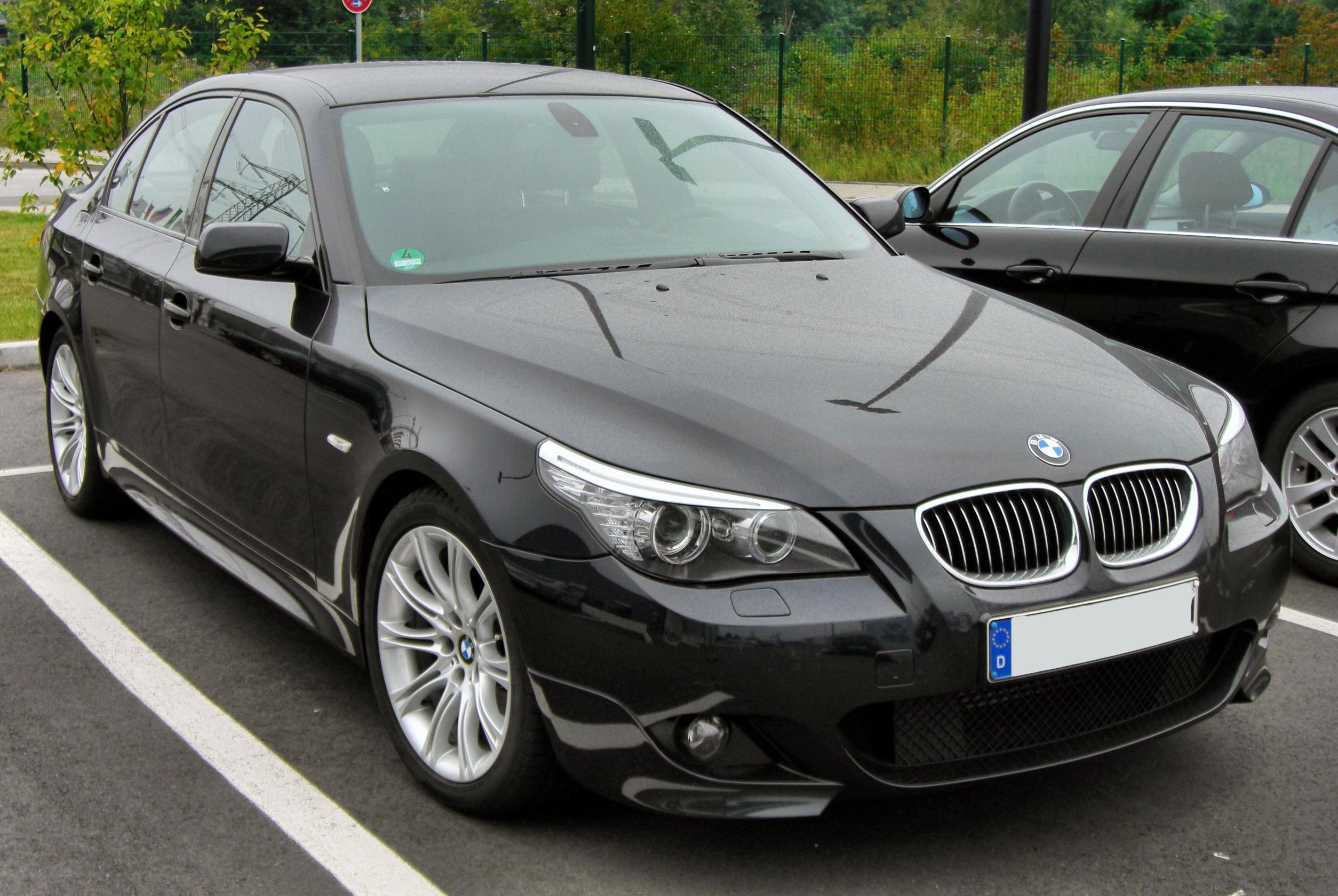
BMW Série 5 avec finition M Sport

Le 24 mars 2007, la version révisée de la Série 5 a été présentée. L'aspect extérieur n'a été que légèrement révisé. Les changements externes les plus frappants sont les nouveaux pare-chocs, les feux arrière à technologie LED, les phares antibrouillards révisés, les phares principaux avec optique en verre transparent et un cadre de plaque d'immatriculation modifié sur le hayon. Les contours des deux haricots BMW sont désormais au même niveau que la surface du capot avant. De plus, l'encadrement pour la plaque d'immatriculation est plus précisément défini sur la nouvelle BMW Série 5 berline.
À l'intérieur, les panneaux de porte ont été révisés et d'autres matériaux ont été choisis. Les commandes ont une finition avec un design chromé nacré et l'iDrive révisé dispose désormais de huit boutons favoris librement programmables introduits avec le BMW X5. Des options de stockage supplémentaires augmentent la fonctionnalité. Le signe le plus frappant du nouveau style du design intérieur sont les panneaux de porte bicolores. Les boutons pour les vitres électriques et le réglage des rétroviseurs sont désormais intégrés dans l'accoudoir.
Les innovations techniques comprenaient des airbags latéraux pour les passagers arrière en option ainsi qu'un avertissement de sortie de voie en option, des feux de jour via des anneaux autour des projecteurs et des feux de clignotants fixe et une transmission automatique sport à 6 vitesses qui peut rétrograder jusqu'à quatre vitesses à la fois. Cela comprenait un nouveau sélecteur de vitesse et des palettes de changement de vitesse sur le volant. Il existe également une gamme de moteurs modifiée. Outre les modifications des données de performance, tous les moteurs essence, à l'exception de la version V8, ont été convertis en injection directe.
Le 26 mai 2007, le M5 Touring a été ajouté au prix de base de 94 100 euros. Il y avait aussi des changements visibles pour le logiciel iDrive. L'apparence du menu et du matériel cartographique ainsi que certains éléments de menu ont été modifiés. Cette modification portait le numéro de version PROGMAN 25.
De plus, le modèle disposait d'un contrôle de charge de batterie moderne, avec lequel la batterie est chargée pendant les phases de dépassement et de freinage (utilisation de l'énergie au freinage/régénération de l'énergie au freinage). D'autres mesures pour réduire la consommation étaient un affichage du moment de changement de vitesse pour les modèles manuels et des volets de freinage et d'air de refroidissement à commande active pour améliorer l'aérodynamisme. La nouvelle variante de moteur était la 520d (130 kW/177 ch), qui consomme 5,1 l/100 km et émet 136 g CO2/km.
À partir de l'automne 2007, en cas de collision, les appuie-têtes actifs de série se rapprochent de la tête, évitant ainsi d'éventuelles blessures aux vertèbres cervicales.
À partir d'octobre 2008, le système de navigation "Professional" sur disque dur était livré avec un nouveau fonctionnement pour l’iDrive et peut lire des films DVD à l'arrêt. Le moniteur a une résolution de 1280×480. Des données peuvent être transférées sur le disque dur interne via un port USB dans la boîte à gants, et 12 Go sur les 80 Go sont réservés à la musique. En septembre 2009, la Série 5 a reçu des rétroviseurs extérieurs modifiés pour répondre aux nouvelles directives européennes.

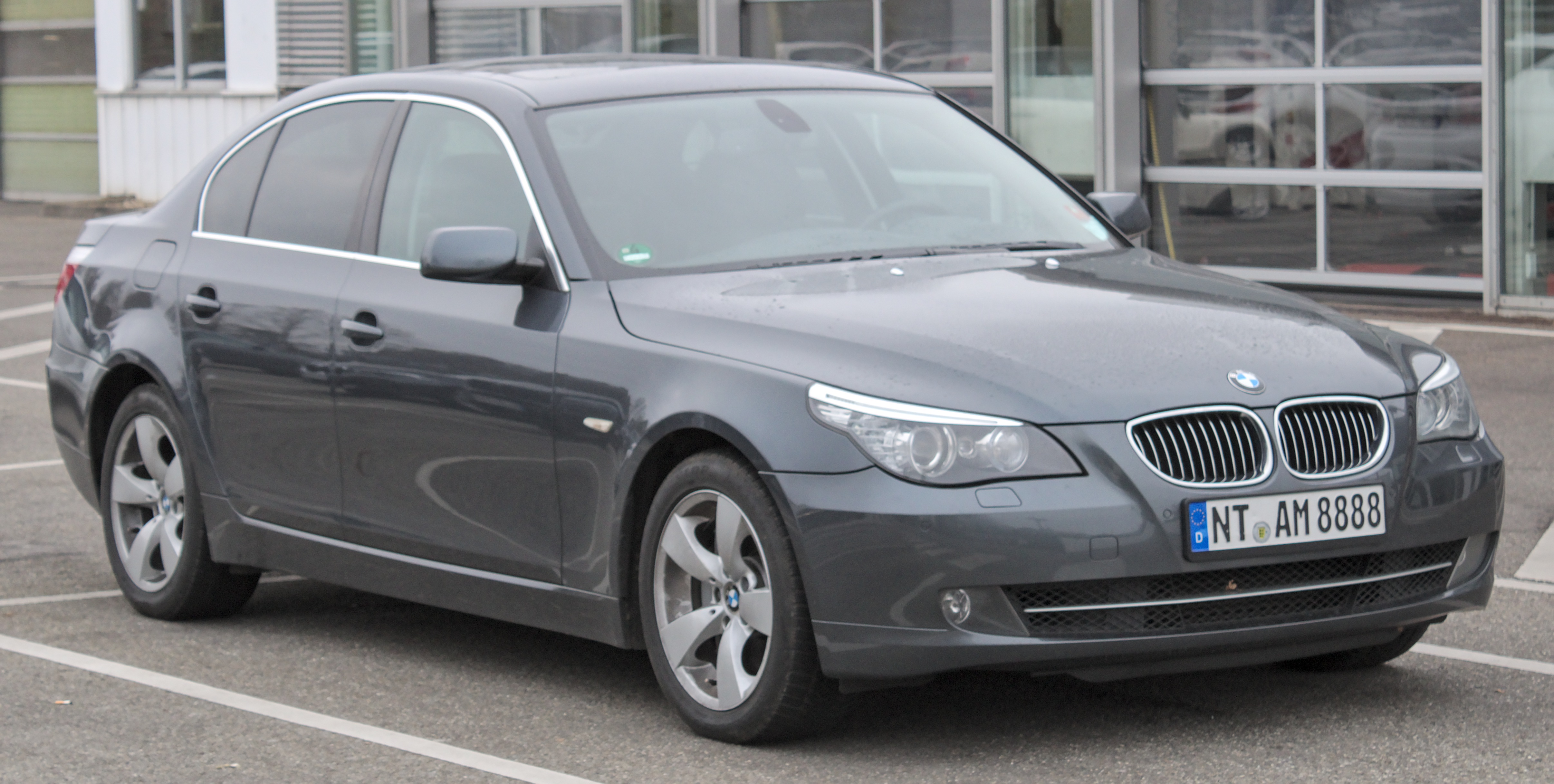
BMW Série 5 berline (2007–2010)
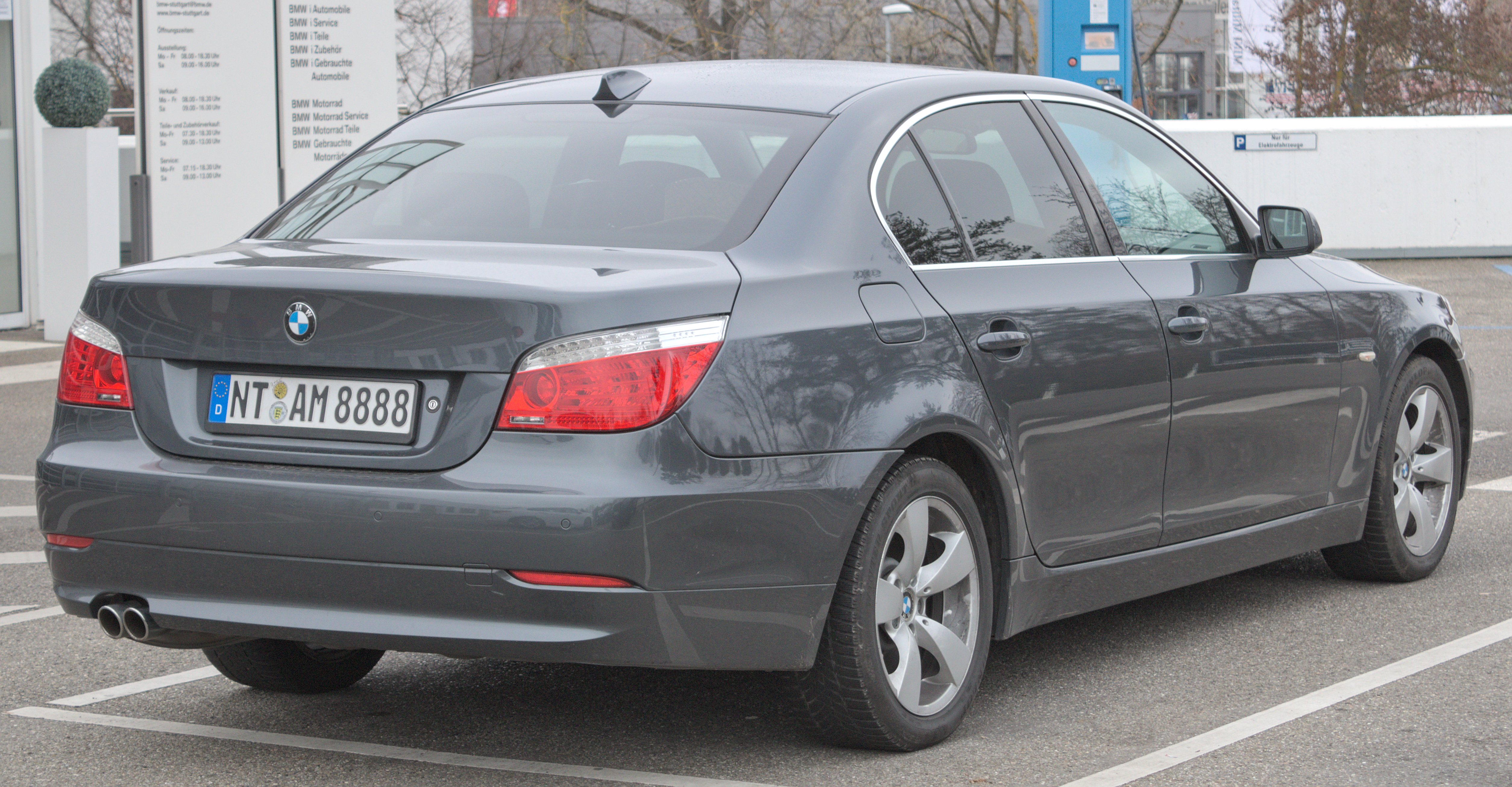
Vue arrière
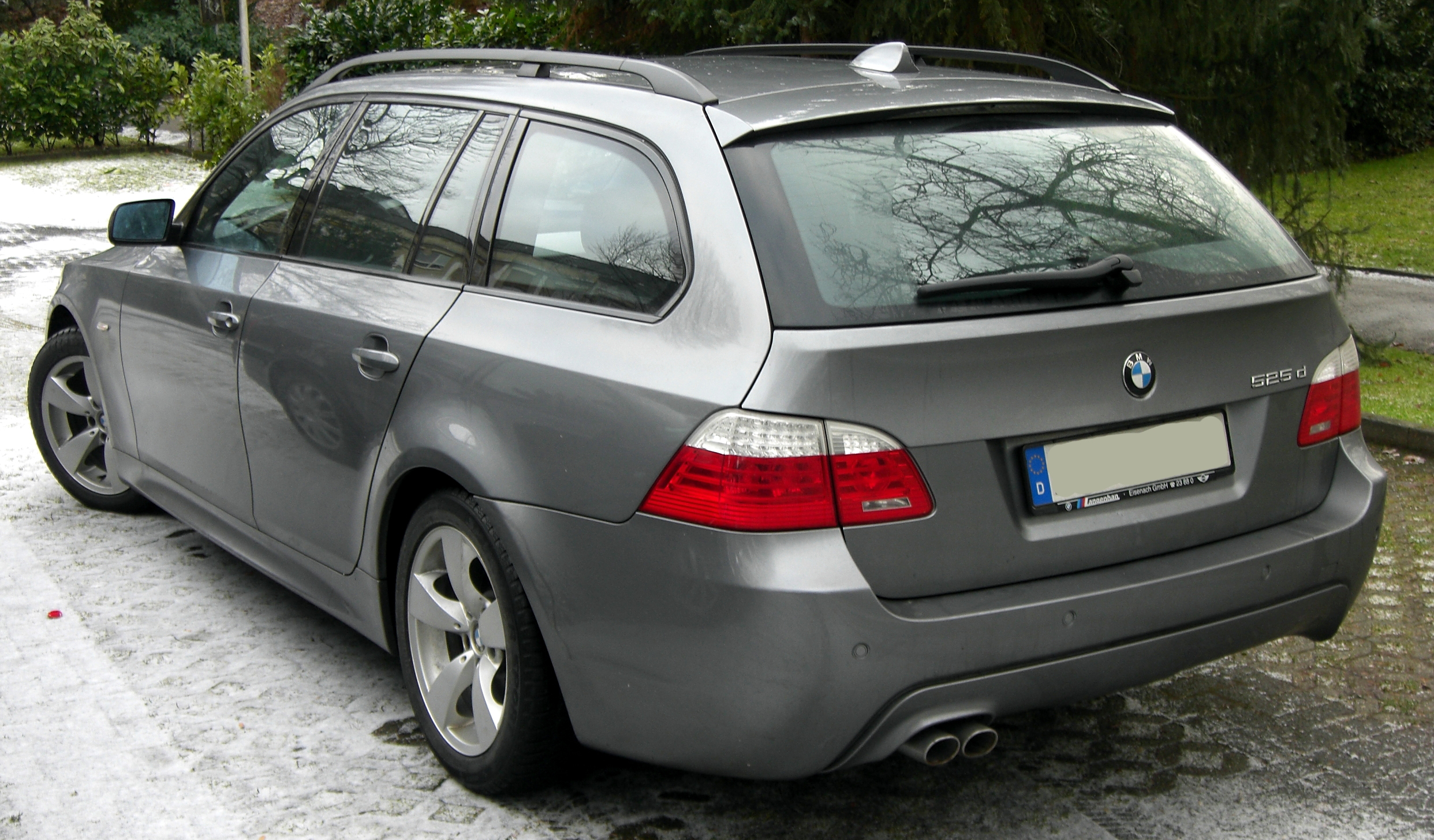
BMW Série 5 Touring (2007–2010; avec finition M Sport)
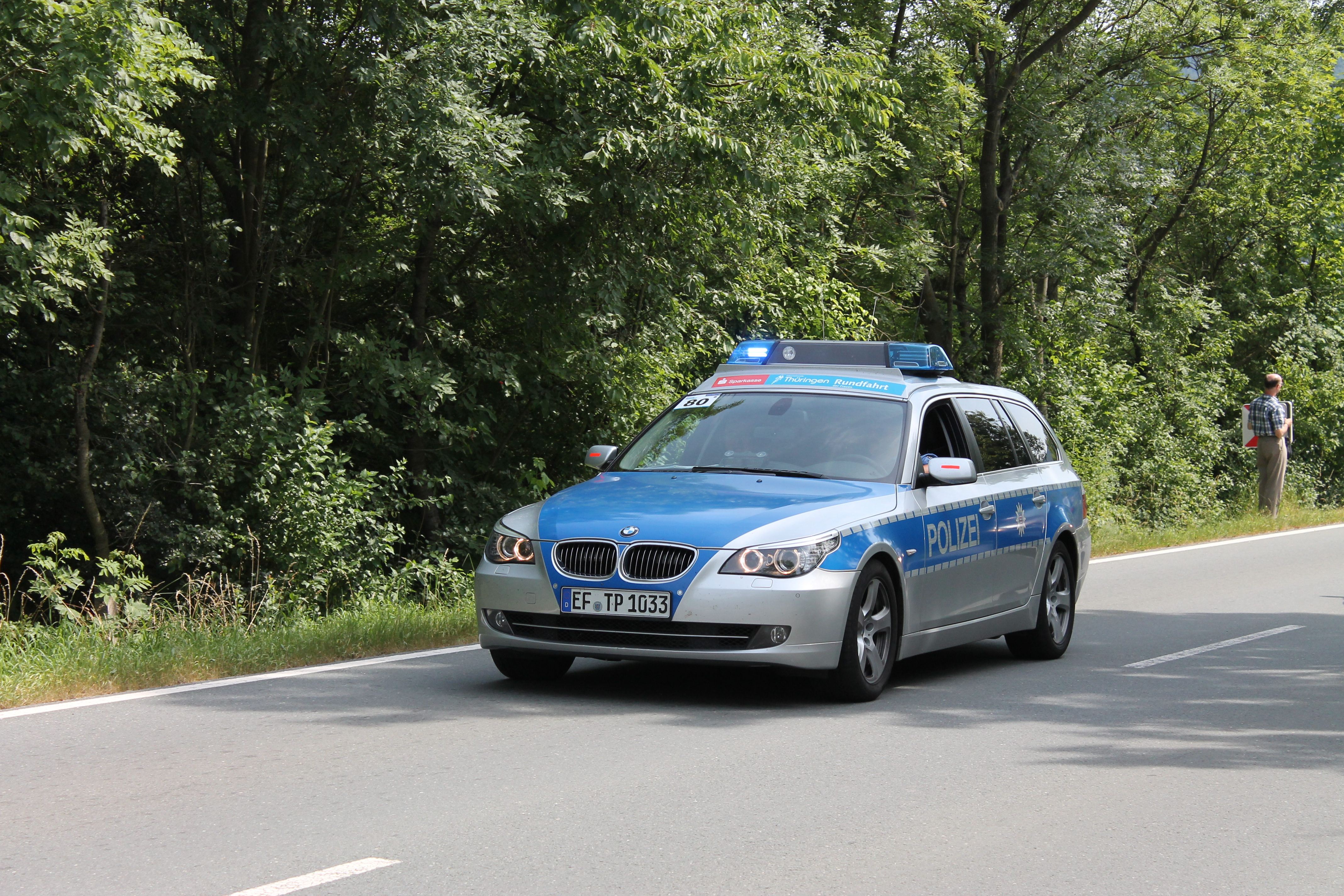
BMW Série 5 Touring de la police

## Alpina
| Modèle      | Cylindre | Cylindrée | Puissance                  | Couple            | Vitesse de pointe | Accélération de 0 à 100 km/h | Période de fabrication |
| ----------- | -------- | --------- | -------------------------- | ----------------- | ----------------- | ---------------------------- | ---------------------- |
| B5          | 8        | 4398 cm³  | 368 kW (500 ch) à 5500 min | 700 Nm à 4250 min | 314 km/h          | 4,7 s                        | 02/2005–10/2007        |
| B5 Touring  | 8        | 4398 cm³  | 368 kW (500 ch) à 5500 min | 700 Nm à 4250 min | 310 km/h          | 4,8 s                        | 02/2005–10/2007        |
| B5S         | 8        | 4398 cm³  | 390 kW (530 ch) à 5500 min | 725 Nm à 4750 min | 317 km/h          | 4,6 s                        | 09/2007–05/2010        |
| B5S Touring | 8        | 4398 cm³  | 390 kW (530 ch) à 5500 min | 725 Nm à 4750 min | 313 km/h          | 4,7 s                        | 09/2007–05/2010        |